# Glinna (przystanek kolejowy)
Glinna – nieczynny przystanek kolejowy położona w Glinnej, w powiecie gryfińskim, w województwie zachodniopomorskim, w Polsce.